# Hieracium comasinum
Hieracium comasinum es una especie de planta con flor del género Hieracium, de la familia Asteraceae, orden Asterales.

## Distribución
Hieracium comasinum se distribuye por Perú.

## Taxonomía
Fue descrita científicamente por Zahn. Fue publicada en Notizbl. Bot. Gart. Berlin-Dahlem 9: 412 (1925).